# 紫蘿蘭芋螺
紫蘿蘭芋螺（学名：Conus ione）为芋螺科芋螺屬下的一个种。